# 프린스 압둘라 알파이살 스타디움
프린스 압둘라 알파이살 스타디움(아랍어: استاد الأمير عبدالله الفيصل, 영어: Prince Abdullah Al Faisal Stadium)은 사우디아라비아 지다에 있는 20,000명을 수용할 수 있는 다목적 경기장이다. 